# Kondo Takashi
Takashi Kondo (近藤 貴司 Kondō Takashi, sinh ngày 26 tháng 4 năm 1992 ở Tokyo) là một cầu thủ bóng đá người Nhật Bản. Anh thi đấu cho Ehime FC.

## Thống kê câu lạc bộ
Cập nhật đến ngày 23 tháng 2 năm 2018.
| Thành tích câu lạc bộ | Thành tích câu lạc bộ | Thành tích câu lạc bộ | Giải vô địch | Giải vô địch | Cúp                   | Cúp                   | Tổng cộng | Tổng cộng |
| Mùa giải              | Câu lạc bộ            | Giải vô địch          | Số trận      | Bàn thắng    | Số trận               | Bàn thắng             | Số trận   | Bàn thắng |
| Nhật Bản              | Nhật Bản              | Nhật Bản              | Giải vô địch | Giải vô địch | Cúp Hoàng đế Nhật Bản | Cúp Hoàng đế Nhật Bản | Tổng cộng | Tổng cộng |
| --------------------- | --------------------- | --------------------- | ------------ | ------------ | --------------------- | --------------------- | --------- | --------- |
| 2015                  | Ehime FC              | J2 League             | 34           | 6            | 3                     | 0                     | 37        | 6         |
| 2016                  | Ehime FC              | J2 League             | 29           | 1            | 3                     | 1                     | 32        | 2         |
| 2017                  | Ehime FC              | J2 League             | 40           | 6            | 2                     | 2                     | 42        | 8         |
| Tổng                  | Tổng                  | Tổng                  | 103          | 9            | 8                     | 3                     | 121       | 16        |